# Микеладзе, Александр Платонович
Князь Александр Платонович Микеладзе (1867, Кутаиси, Российская империя — 1928, Кутаиси, СССР) — генерал-лейтенант.

## Карьера
Родился 15 октября 1867 года в Кутаиси. Представитель грузинского княжеского рода.
Начальное образование получил в Тифлисском кадетском корпусе. Окончил 3-е Александровское училище.
Исполнял должность начальника Новоузенского отделения Рязано-Уральского жандармско-полицейского управления железных дорог (ЖПУ ж.д.) (1895). Ротмистр (старшинство 6 декабря 1896). Начальник Каспийского отделения Ростово-Владикавказского ЖПУ ж.д. (1897). Начальник Порт-Артурской крепостной жандармской команды (1904). Подполковник (ст. 26 февраль 1904).
Во время русско-японской войны принимал участие в защите Порт-Артура (1904—1905). Полковник (пр. 1905 — ст. 11.09.1904- за отличие). Начальник жандармской команды в порте Александра III (1905). С мая 1907 — начальник Саратовского Губернского жандармского управления (ГЖУ). С сентября 1907 — начальник ЖПУ Средне-Азиатской ж.д.. С 1909 — пом. начальника Финляндского жандармского управления (ЖУ). 1910 — начальник Енисейского ГЖУ. Генерал-майор (пр. 1912 — ст. 06 декабря 1912- за отличие). К началу первой мировой войны — начальник Радомского ГЖУ. В конце 1914 года принимал участие в обороне крепости Ивангород. Уволен в отставку с производством в чин генерал-лейтенанта (1915).
Умер 20 января 1928 года, похоронен в Кутаиси.

## Награды
- Орден св. Анны 4-й степени (1905)
- Орден св. Анны 3-й степени с мечами и бантом (1905)
- Орден св. Анны 2-й степени с мечами (1905)
- Орден св. Станислава 3-й степени с мечами и бантом (1905)
- Орден св. Станислава 2-й степени с мечами (1905)
- Орден св. Владимира 3-й степени (1909).